# Biologische Station im Rhein-Sieg-Kreis

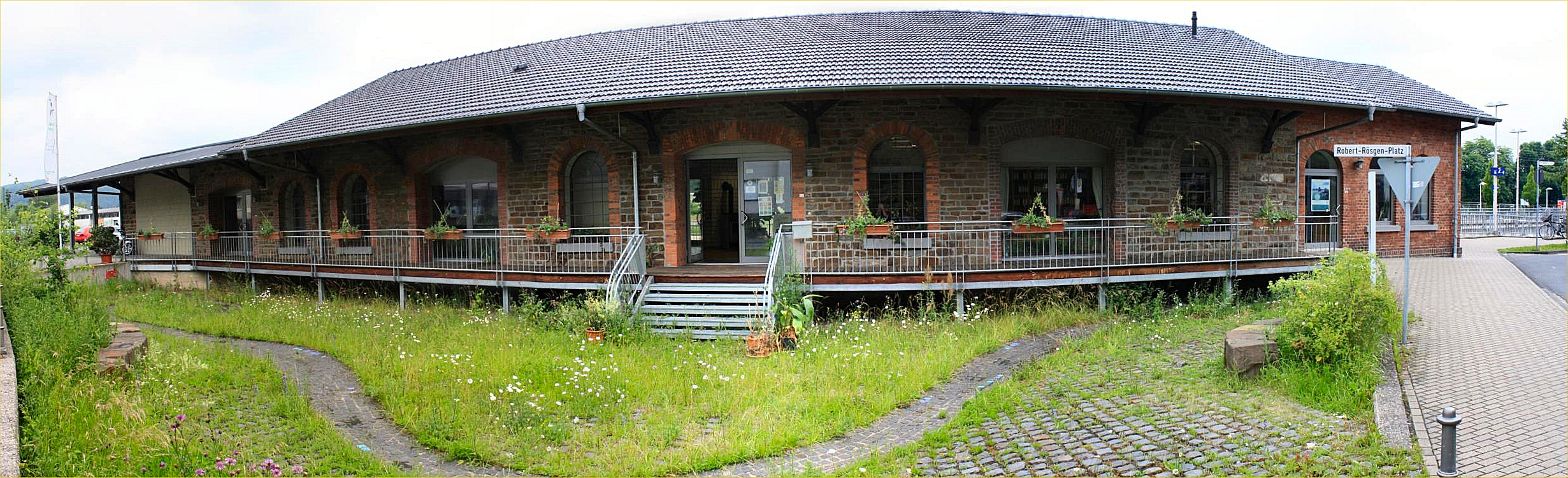
Stationsgebäude in Eitorf am Bahnhof

Die Biologische Station im Rhein-Sieg-Kreis e.V. gehört zum Netzwerk Biologischer Stationen in NRW. Zu ihren Aufgaben zählt die Betreuung von Schutzgebieten, die Erfassung von Tieren, Pflanzen und Lebensräumen, praktische Biotoppflege, Artenschutz und die Beratung von Landwirten, Bürgern und Behörden z. B. im  Vertragsnaturschutz.
Die Station ist selber landwirtschaftlicher Betrieb und pflegt mit Schafen Grünlandbiotope. Ein Schwerpunkt liegt auf Erhalt, Pflege und Nutzung von Streuobstwiesen.

## Schäferei
Der Betrieb bewirtschaftet im Rhein-Sieg-Kreis über 150 Hektar (Stand 2019) nach naturschutzfachlichen Maßstäben und bedient sich dabei der Schafbeweidung mit Skudden, Moorschnucken und Merino/Schwarzkopf-Hybriden. Die Pflege wird über Förderprogramme des Landes NRW, unter anderem Vertragsnaturschutz, finanziert und je nach Biotoptyp und Zielsetzung werden verschiedene Pflegevarianten umgesetzt, wie zum Beispiel Mähen und Abräumen oder Beweidung.
Alte Streuobstbestände werden bewirtschaftet, gepflegt und mit Neupflanzungen erhalten oder erweitert.
Dazu werden neue Obstbäume gezogen und mit alten Obstsorten aus der Region veredelt. Damit leistet der Betrieb einen wichtigen Beitrag zum Erhalt alter Sorten und zur Vielfalt des Obstes.
Die Produkte (Saft, Obstbrände, Lammfleisch) werden regional vermarktet.

## Artenschutz
Ein anderer Teil der Arbeit sind  Artenschutzprojekte für im Bestand gefährdete Tier- und Pflanzenarten. Beispiele dafür sind Schwarz- und Rotmilan, Gelbbauchunke, Knoblauchkröte, Geburtshelferkröte, Mauereidechse, Ameisenbläulinge(Dunkler- und Heller-Wiesenknopf-Ameisenbläuling), die Weinbergsflora und Ackerwildkräuter. Diese Arten werden durch Kartierungen erfasst und durch konkrete Maßnahmen im Bestand gestärkt.

## Drittmittelprojekte
Die Biologische Station betreut auch Drittmittelprojekte. Diese wechseln je nach Finanzierungszeitraum und Kooperationen und liegen z. B. in den Bereichen Umweltbildung, Artenschutz, Planung und Durchführung von Ausgleichsmaßnahmen.

## Finanzierung
Über die Förderrichtlinie Biologischer Stationen (FöBs) wird die Station zu 80 % vom Land Nordrhein-Westfalen und zu 20 % vom Rhein-Sieg-Kreis finanziert. Hinzu kommen Einnahmen des landwirtschaftlichen Betriebes und eingeworbene Drittmittel.
Kooperationspartner und Geldgeber sind u. a. die Sparkassen-Stiftung, die Nordrhein-Westfalen Stiftung Natur-Heimat-Kultur oder das Projekt Chance7. Der Landschaftsverband Rheinland (LVR) fördert die Biologischen Stationen im Rheinland über das Netzwerk Biologischer Stationen im Rheinland.